# Leiocithara infulata
Leiocithara infulata é uma espécie de gastrópode do gênero Leiocithara, pertencente a família Mangeliidae.